# Guia Quatro Rodas
O Guia Quatro Rodas foi um grupo de guias rodoviários brasileiros, editados pela Editora Abril entre 1965 a 2014, com indicações de hotéis, restaurantes, rodovias, passeios, escolas, parques, hospitais e outros pontos de referências para viajantes motorizados. As publicações incluíam os guias das cidades de São Paulo, Rio de Janeiro, Belo Horizonte, Curitiba, Porto Alegre, Recife e Campinas, assim como do Brasil e eventualmente de praias e outras atrações turísticas do país. Alguns modelos do Guia também mostravam os países do Mercosul.
O guia avaliava os hotéis de acordo com os itens relativos ao conforto, serviços, equipamentos, preços, localização e outros quesitos classificando-os com até cinco casinhas, que correspondiam a estrelas nos guias internacionais. Essa classificação, apesar de utilizar um sistema semelhante ao de outros países, não era reconhecido pela Embratur, que é o organismo oficial brasileiro para esse fim. Todavia, a Embratur deixou de fazê-lo e o Guia Quatro Rodas havia passado a ser a única publicação a fazer a classificação. O guia também avaliava restaurantes conferindo-lhes até três estrelas conforme a qualidade da cozinha. Essa avaliação não leva em consideração os preços praticados ou o conforto, podendo um restaurante modesto receber a cotação máxima. A questão do conforto era representada por até cinco talheres e os preços aproximados eram expressos em faixas com até cinco cifrões ($). As atrações turísticas também eram classificadas com até cinco estrelas.
Em 2015, a Editora Abril anunciou que todos os guias da Quatro Rodas deixariam de ser publicados. Parte do conteúdo foi incorporada às plataformas digitais da editora, nomeadamente ao portal Viagem e Turismo e à Veja São Paulo.